# Eubie Blake
James Hubert Blake detto Eubie (Baltimora, 7 febbraio 1883 – Brooklyn, 12 febbraio 1983) è stato un pianista e compositore statunitense.
È noto per le sue composizioni ragtime e jazz.

## Biografia
Nacque nel Maryland, da Emma (1861-1927) e John Blake (1838-1917). Intorno ai quattro anni, mentre girovagava per le strade di Baltimora, fu richiamato dal suono di un organo. Chiese all'organista di poter provare il suo strumento. Ed accortosi costui delle sue notevoli doti musicali, i genitori di Eubie decisero quindi di comprargli un organo; e gli fecero prendere lezioni di musica dalla vicina di casa, Margaret Marshall, organista della chiesa metodista. A quindici anni, senza il permesso dei genitori, suonava già il pianoforte all'Aggie Shelton's, un bordello di Baltimora.
Ebbe i suoi primi approcci con i pianisti neri di ragtime (o "ticklers", come essi amavano definirsi) quando firmò il primo contratto triennale per la Sporting House di Aggie Shelton, per cinque dollari la settimana. Tra le glorie di quegli anni, Blake conobbe Will Turk, "Big Head" Wilbur, "Slue-Foot" Nelson e Jesse Pickett, quest'ultimo famoso per un certo tango-rag, a lui attribuito, dal titolo The Bull Dyke's Dream.
La prima composizione, Charleston Rag, risale al periodo tra il 1899 e il 1903. Ma egli non ne acquisí i diritti d'autore, da parte della nota casa editrice Witmark & Sons, prima del 1917, quando decise di darla alle stampe. La sua richiesta non fu mai accolta. La carriera di Blake come editore musicale cominciò però già nel 1914, quando Luckey Roberts lo presentò alla Joseph Stern Company, che pubblicò i suoi Chevy Chase e Fizz Water.
Nel luglio 1910 sposò Avis Elizabeth Cecelia Lee, che morì nel 1938 di tubercolosi. Blake continuava a incidere registrazioni e suonare nei night club. Nel 1921 iniziò un sodalizio artistico con Noble Sissle col quale scrisse il musical Shuffle Along. E di qui firmarono ulteriori produzioni di Broadway di successo, tra cui The Chocolate Dandies. Nel 1968 la sua fama raggiunse il suo apice, quando, creduto l'unico ponte vivente tra l'età d'oro del Rag-Time e la contemporaneità, fu invitato ossessionatamente a suonare e ricostruire, sino alla data della sua morte, le sue vecchie glorie e varî altri brani più o meno celebri dei suoi colleghi pianisti di Harlem. Terry Waldo, in particolar modo, si occupò della trascrizione accurata dei suoi lavori più celebri. Continuò inoltre a sfornare nuovi pezzi sino al 1973.
Morì a Brooklyn pochi giorni dopo aver compiuto 100 anni.